# Сюита на фински теми
Сюита на фински теми (на руски: Сюита на финские темы), наричана също „Седем обработки на фински народни песни“, е сюита на руския композитор Дмитрий Шостакович, написана през 1939 година.
Тя включва обработки на няколко кратки фински фолклорни песни, адаптирани за изпълнение от камерен оркестър и певец (сопран и тенор). Написана е от Шостакович по поръчка на военните власти в Ленинград в първите дни на Зимната война. Сюитата трябва да бъде изпълнявана при очакваната решаваща съветска победа във войната, до която така и не се стига, поради което композицията е изоставена и не е включвана в списъка на произведенията на композитора. Първото ѝ изпълнение е през септември 2001 година от местния камерен оркестър в Каустинен, Финландия.